# Poivre
Poivre – największy atol w archipelagu Amiranty na Seszelach, jest częścią Wysp Zewnętrznych; leży na południe od atolu Saint Joseph i składa się z trzech wysp:

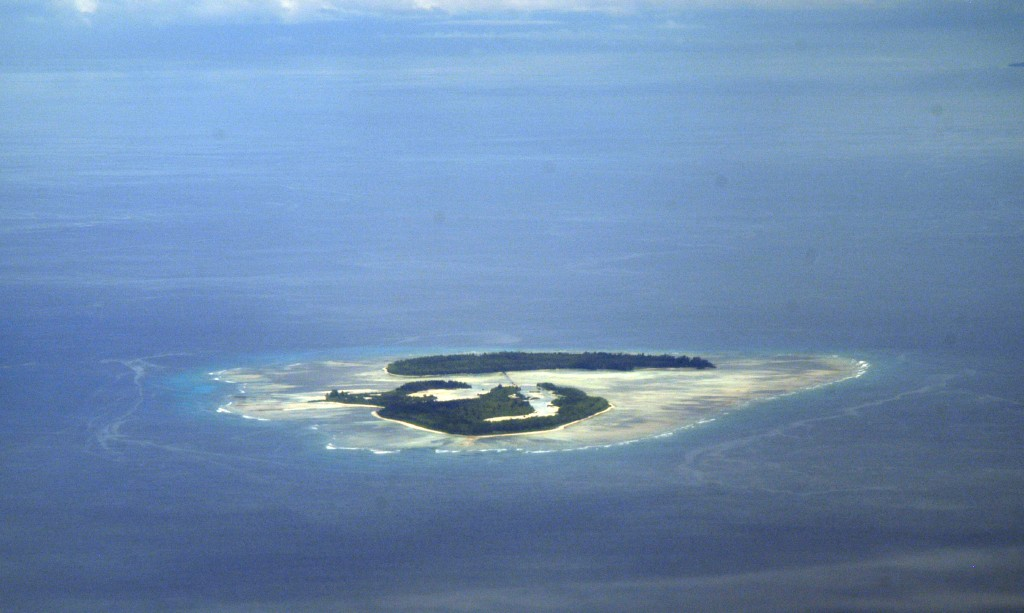
Zdjęcie lotnicze od południa

- Poivre – 5°44′47,9821″S 53°18′20,6996″E/-5,746662 53,305750 – 1,1 km², nazwana w 1771 przez kawalera de la Biollière imieniem Pierre'a Poivre'a,  w latach 1769–1772 misjonarza Mauritiusu (dawniej Île de France) i Reunionu (dawniej Bourbon);
- Florentin – 5°45′40,3995″S 53°18′07,4130″E/-5,761222 53,302059 – 0,024 km², nazwa pochodzi od czapli siwych (sesz. Florentin), które licznie występują na wyspie;
- ÎIe du Sud – 5°46′18,3667″S 53°18′22,5536″E/-5,771769 53,306265 – 1,356 km².

Wyspy Poivre i ÎIe du Sud podczas przypływu łączą się groblą. Na Poivre znajduje się nieutwardzony pas startowy o długości ok. 1100 m i szerokości 90 metrów.